# Campaign for Nuclear Disarmament

Simbolo da Campanha

A Campaign for Nuclear Disarmament (CND, inglês, em português: Campanha pelo Desarmamento Nuclear) é um movimento pacifista britânico fundado em 1958 que liderou o movimento da paz no Reino Unido e queria ser a maior campanha da paz da Europa. A organização é conduzida por uma autoridade eleita.
O movimento é oposto - entre outros - ao uso de armas de destruição em massa (como a bomba atômica) e a todas as centrais nucleares novas que são construídas no Reino Unido. A CND apoia atividades políticas internacionais que regulamentam o uso da energia nuclear e o armamento nuclear como o Tratado de Não-Proliferação de Armas Nucleares e Tratado de Interdição Parcial de Ensaios Nucleares.
Atualmente a CND está desenvolvendo campanhas contra a OTAN, a Iniciativa Estratégica de Defesa dos Estados Unidos da América, o comércio com o plutônio e o programa de armamento com mísseis balísticos tipo SLBM em submarinos da Marinha Real Britânica.